# Synsicyonis elongata
Synsicyonis elongata is een zeeanemonensoort uit de familie Actinostolidae. De anemoon komt uit het geslacht Synsicyonis. Synsicyonis elongata werd in 1888 voor het eerst wetenschappelijk beschreven door Hertwig. 